# Passiflora cubensis
Passiflora cubensis là một loài thực vật có hoa trong họ Lạc tiên. Loài này được Urb. mô tả khoa học đầu tiên năm 1902.